# طوطی‌سهره گلوسرخ
طوطی‌سهره گلوسرخ (نام علمی: Erythrura psittacea) نام یک گونه از سرده طوطی‌سهره است.